# Хендрикс, Йорик
Йорик Хендрикс (нидерл. Jorik Hendrickx; род. 18 мая 1992, Тюрнхаут, Антверпен, Бельгия) — бельгийский фигурист, выступавший в одиночном катании. Трёхкратный чемпион Бельгии (2010, 2016, 2017), победитель турнира серии «Челленджер» Nebelhorn Trophy (2017), дважды представлял страну на Олимпийских играх (2014, 2018). 

## Карьера
Йорик Хендрикс родился в мае 1992 года в бельгийской фламандской провинции Антверпен. Заниматься фигурным катанием он начал в пять лет. С 2002 года он тренируется у Карины Херрейгерс.
С сентября 2007 года он начал выступать на международных стартах по разряду юниоров. На первенстве Бельгии среди юниоров 2008 года он стал вторым. На следующий сезон он уже выиграл золотую медаль среди юниоров. Однако в Софию на юниорский мировой чемпионат он не поехал из-за травмы. В олимпийский сезон 2010 года перед Калгари, он принимал участие в юниорской серии Гран-при и впервые стал впервые чемпионом Бельгии, при этом надо учитывать, что сильнейший бельгийский фигурист Кевин Ван дер Перрен не стартовал в Льеже.
Это позволило Хендриксу принять участие на европейском чемпионате в Таллине, где он сумел войти в число двадцати лучших. Также он поехал и на юниорский чемпионат мира в соседнюю Гаагу, где финишировал в числе пятнадцати лучших. В следующий сезон Йорик принимал участие среди юниоров и взрослых. В Берне на континентальном чемпионате он выступил намного лучше, чем в прошлом году. В Южную Корею на юниорский чемпионат мира он ехал середнячком и выступил примерно как в прошлый раз. В мае фигурист дебютировал в Москве на мировом чемпионате и сумел закрепиться в числе двадцатки лучших.
В сезоне 2011/2012 годов Йорик во второй раз стал вице-чемпионом своей страны. Он уже не мог более выступать в категории юниоров. На европейском чемпионате в Великобритании он сумел войти в число десяти лучших. На чемпионат мира он не поехал, т.к. у бельгийцев было лишь одно место и поехал чемпион Бельгии Ван дер Перрен. В предолимпийский сезон завершил выступления Кевин Ван дер Перрен и Хендрикс стал лидером в своей стране. Получил право стартовать в серии Гран-при. Однако его продолжали преследовать травмы. Ему удалось поправиться лишь к чемпионату мира в Канаде, где финишировал в числе двадцати лучших. Это позволило Бельгии получить место на Олимпийских играх 2014 года.
В олимпийский сезон Хендрикс выступал в турнирах категории В, на континентальном чемпионате в Будапеште он повторил своё прежнее достижение. В Сочи на Олимпийских играх бельгийский фигурист финишировал на 16 месте, и в Японии на мировом чемпионате оказался примерно там же.
В послеолимпийский сезон Йорик продолжил выступления и сумел полностью выступить на одном из этапов серии Гран-при. Однако перед следующим этапом получил травму и снялся с соревнований. Больше он в сезоне не стартовал. Многие предполагали, что спортсмен завершит свою карьеру. Однако в сентябре 2015 года он появился на турнире Небельхорн в Оберсдорфе. В городе Маасейк он стал двукратным чемпионом Бельгии и выступил удачно в Братиславе на континентальном, где вновь завоевал квоту для двух фигуристов из Бельгии. На мировом чемпионате в Бостоне его выступление было как и всегда, и он закончил его в середине таблице.

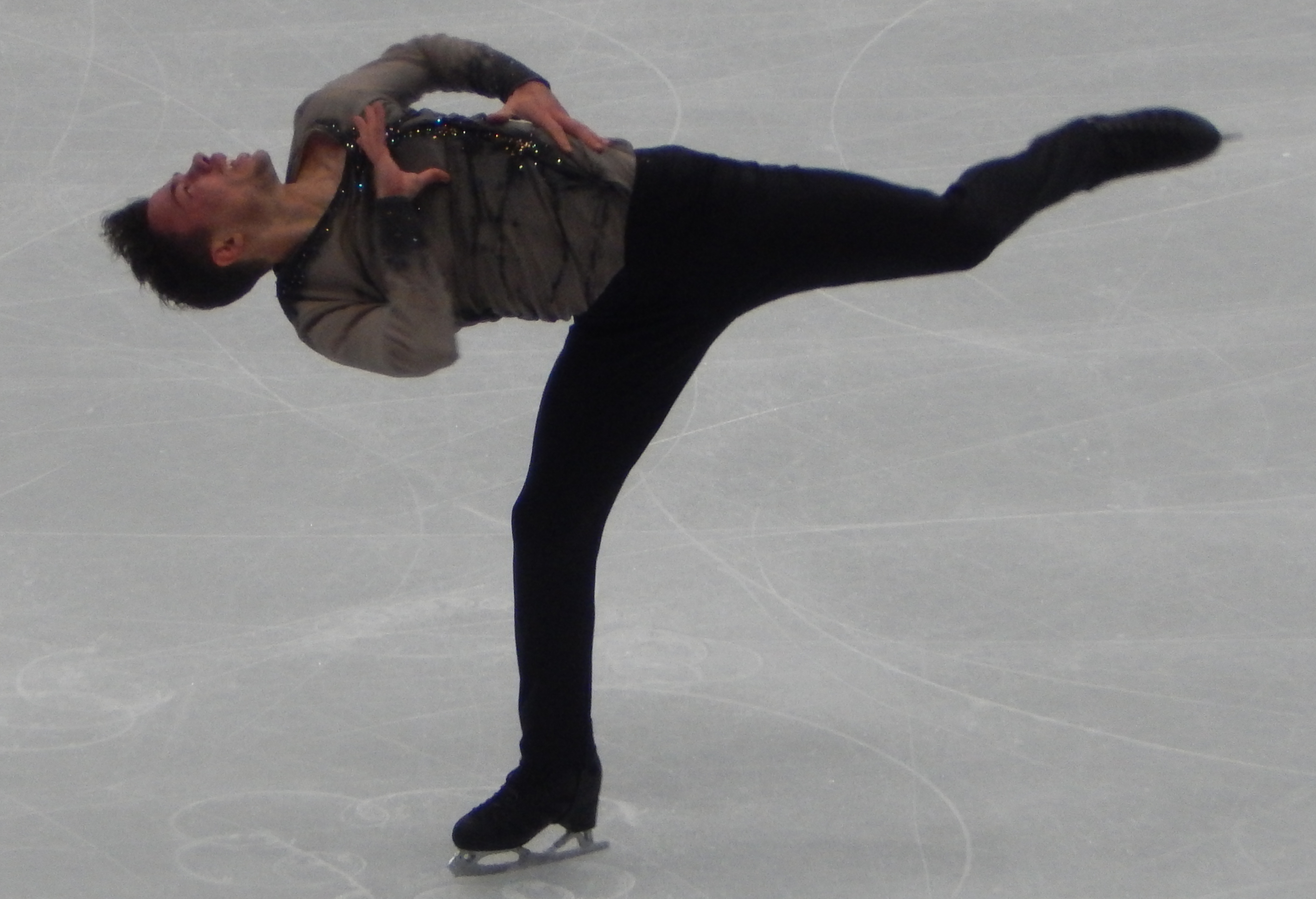
Чемпионат Европы 2018

Предолимпийский сезон бельгийский фигурист начал в Германии на турнире Небольхорн, в сложной борьбе он сумел после неудачи в короткой программе занять второе место. Через две недели Йорик выступал на турнире Finlandia Trophy, где он сумел занять пятое место, при этом однако незначительно улучшил своё прежнее достижение в короткой программе. В середине октября бельгийский фигурист выступал на этапе Гран-при в Чикаго, где на Кубке Америки занял предпоследнее место. Значительно лучше бельгиец в середине ноября выступал на этапе Гран-при в Париже, где на турнире Trophée de France финишировал на шестом месте и улучшил своё прежнее достижение в короткой программе. Сразу после этого соревнования он отбыл в Ломмел, где выиграл очередную золотую медаль на национальном чемпионате. В конце января бельгийский одиночник выступал в Остраве на европейском чемпионате и занял место рядом с пьедесталом. При этом он улучшил все свои прежние спортивные достижения и завоевал самое высокое место за всю свою спортивную карьеру. В конце марта он выступил на мировом чемпионате в Хельсинки. При не самом удачном выступление, фигуристу удалось выйти в финальную часть и занять место в третьей десятке. При этом он не сумел пройти квалификацию на предстоящую Олимпиаду в Южной Корее.

### Второй олимпийский сезон
В конце сентября бельгийский фигурист начал новый олимпийский сезон. Он принял участие в Оберсдорфе, где на квалификационном турнире Небельхорн, финишировал с золотой медалью, что позволило ему завоевать путёвку для своей страны на зимние Олимпийские игры. При этом были улучшены все его прошлые спортивные достижения. В середине октября 2017 года он выступал в Ницце, где завоевал серебряную медаль на Кубке города. Через  неделю фигурист стартовал в серии Гран-при на канадском этапе, где он финишировал в середине турнирной таблицы. В середине января 2018 года бельгийский спортсмен выступал в Москве на континентальном чемпионате, где финишировал в десятке фигуристов Старого Света. В середине февраля в Канныне на личном турнире Олимпийских игр бельгийский одиночник выступил на своём уровне. Он финишировал в середине второй десятке фигуристов.
В августе 2019 года объявил о завершении соревновательной карьеры.

## Личная жизнь
Закончил в Тилбурге Университет Йохана Кройфа по специальности спортивный маркетинг и менеджмент. Его младшая сестра Луна Хендрикс тоже фигуристка, серебряный призёр чемпионата мира (2022). Она дважды представляла свою страну на зимних Олимпийских играх (в Пхёнчхане и Пекине), а также на чемпионатах мира и Европы. 
В феврале 2018 года совершил каминг-аут, объявив о своей гомосексуальности.

## Спортивные достижения

### После сезона 2015/2016
| Соревнования/Сезон                | 2016–2017 | 2017–2018 |
| --------------------------------- | --------- | --------- |
| Зимние Олимпийские игры           |           | 14        |
| Чемпионаты мира                   | 21        |           |
| Чемпионаты Европы                 | 4         | 10        |
| Этапы Гран-при: Skate America     | 9         |           |
| Этапы Гран-при: Trophée de France | 6         |           |
| Этапы Гран-при: Skate Canada      |           | 5         |
| Nebelhorn Trophy                  | 2         | 1         |
| Finlandia Trophy                  | 5         |           |
| Турнир в Гааге                    | 1         |           |
| Кубок Ниццы                       |           | 2         |
| Чемпионаты Бельгии                | 1         |           |

### До сезона 2015/2016
| Соревнования/Сезон                  | 2007–2008 | 2008–2009 | 2009–2010 | 2010–2011 | 2011–2012 | 2012–2013 | 2013–2014 | 2014–2015 | 2015–2016 |
| ----------------------------------- | --------- | --------- | --------- | --------- | --------- | --------- | --------- | --------- | --------- |
| Олимпийские игры                    |           |           |           |           |           |           | 16        |           |           |
| Чемпионаты мира                     |           |           |           | 19        |           | 19        | 17        |           | 16        |
| Чемпионаты Европы                   |           |           | 20        | 16        | 9         |           | 9         |           | 9         |
| Этапы Гран-при: Bompard             |           |           |           |           |           | WD        |           |           |           |
| Этапы Гран-при: NHK Trophy          |           |           |           |           |           |           |           | WD        |           |
| Этапы Гран-при: Skate America       |           |           |           |           |           |           |           | 12        |           |
| Ice Challenge                       |           |           |           |           |           |           |           |           | 4         |
| Небельхорн                          |           |           |           |           | 8         |           |           |           | 8         |
| Кубок Баварии                       |           |           |           |           |           | 8         |           |           |           |
| Турнир в Гааге                      | 3 юн.     |           |           |           | 4         |           |           |           |           |
| Хрустальный конёк Брашова           |           |           |           |           | 2         |           |           |           |           |
| Кубок Ниццы                         | 9 юн.     | 1 юн.     |           |           | 4         | 4         |           |           | 5         |
| Finlandia Trophy                    |           |           |           |           |           |           | 5         |           |           |
| Трофей СР-В                         | 5 юн.     | 3 юн.     | 2 юн.     | 5         |           |           | 3         |           | 1         |
| Кубок Варшавы                       |           |           |           |           |           |           | 2         |           |           |
| Чемпионаты мира (юниоры)            |           |           | 15        | 13        |           |           |           |           |           |
| Этапы юниорского Гран-при: Австрия  |           |           |           | 7         |           |           |           |           |           |
| Этапы юниорского Гран-при: Германия |           |           |           | 6         |           |           |           |           |           |
| Этапы юниорского Гран-при: Польша   |           |           | 11        |           |           |           |           |           |           |
| Этапы юниорского Гран-при: Турция   |           |           | 9         |           |           |           |           |           |           |
| Чемпионаты Бельгии                  |           |           | 1         | 2         | 2         |           |           |           | 1         |
| Первенство Бельгии среди юниоров    | 2         | 1         |           |           |           |           |           |           |           |

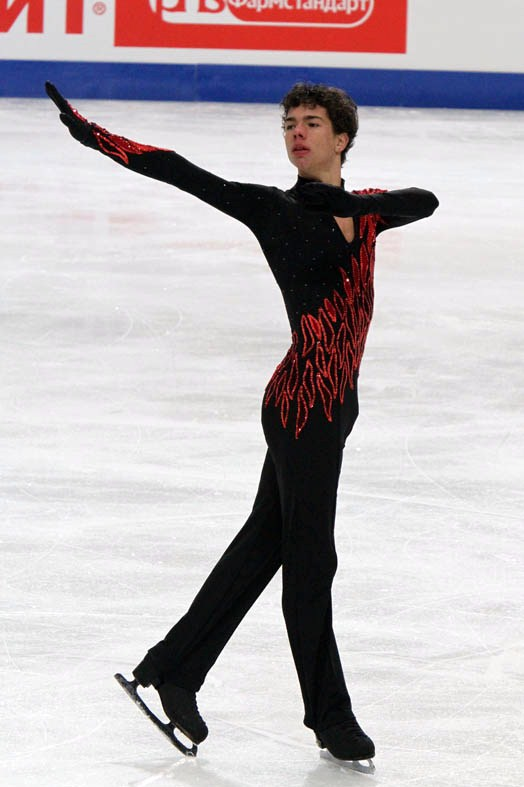
На чемпионате Европы в 2011 году

WD — спортсмен не закончил соревнования.

юн. — спортсмен выступал по разряду юниоров.